# Takeko Kujō
Takeko Kujō (九条 武子, Kujō Takeko), née le 20 octobre 1887 à Kyoto et morte d'une septicémie à l'âge de 40 ans le 7 février 1928, est une humanitaire japonaise qui fonda l'association bouddhiste pour les femmes (en) afin de promouvoir le statut et la solidarité pour les femmes bouddhistes au Japon, puis plus tard à l'étranger.

## Biographie
Fille de Kōson Ōtani (Myōnyo), 21e chef héréditaire de l'école bouddhiste Jōdo Shinshū, Takeko est née à Kyoto. Son frère aîné, Kōzui Ōtani, est le 22e chef héréditaire de la secte et un explorateur réputé de l'Asie centrale, tandis que son deuxième frère, Sonyu Ōtani, est un homme politique qui fut membre de la chambre des pairs de la Diète du Japon. Sa mère est une seconde épouse, fille d'un samouraï du domaine de Kii. Elle étudie à l'établissement prédécesseur de l'actuelle Université pour femmes de Kyoto.
Sa vie publique commence durant la guerre russo-japonaise de 1904-1905 lorsqu'elle cofonde l'association bouddhiste pour les femmes, qui participe activement à l'envoi de colis aux soldats du front et aide les familles qui ont perdu leurs fils à la guerre.
En 1909, elle conclut un mariage arrangé avec le baron Kujō Yoshimasa, frère de sa belle-sœur. Elle le rejoint en Angleterre où il étudie à l'université de Cambridge. Elle retourne au Japon un an après, laissant son mari (qui sera plus tard affecté à la filiale londonienne de la banque d'espèce de Yokohama (en) sur place. Les mariés vivent séparés la majeure partie de leurs vies.
Après le grand séisme de Kantō de 1923 qui dévaste Tokyo et la région de Kantō environnante, Kujō parraine plusieurs initiatives humanitaires, comme la reconstruction du temple Tsukiji Hongan-ji et la fondation de l'hôpital Asoka, l'un des premiers centres médicaux modernes du Japon.
Takeko est aussi reconnue pour ses poésie, ayant étudié auprès de Nobutsuna Sasaki. Elle réalise de nombreux poèmes et gathas sur sa foi du Bouddhisme de la Terre pure, publiant son premier recueil de poésie, Kinrei (金鈴), en 1920, suivi par une pièce de théâtre intitulée Rakuhoku (洛北) en 1925. Un second recueil suit en 1928, Kunzen (薫染), ainsi qu'une biographie, Shirokujaku (白孔雀), en 1930.
Elle meurt après avoir contracté une septicémie durant son travail humanitaire dans un des quartiers pauvres de Tokyo. Un mémorial de ses actions est présent dans les temples Jōdo Shinshū au Japon et aux États-Unis.